# Casimiro Vásquez
Casimiro Vásquez ou El Guayabo est la capitale de la paroisse civile d'El Guayabo de la municipalité de Veroes dans l'État d'Yaracuy au Venezuela.